# Estación de Vacarisas
Vacarisas (en catalán Vacarisses) es una estación ferroviaria situada en el municipio español de Vacarisas en la provincia de Barcelona, comunidad autónoma de Cataluña. Forma parte de la línea R4 de la red de Cercanías Barcelona, operada por Renfe.

## Situación ferroviaria
Se encuentra ubicada en el punto kilométrico 319,5 de la línea férrea de ancho ibérico que une Zaragoza con Barcelona por Lérida y Manresa a 280 metros de altitud. El tramo es de vía doble y está electrificado.

## Historia
La estación fue abierta al tráfico el 4 de julio de 1859, con la apertura del tramo Manresa-Tarrasa de la línea férrea que pretendía conectar Zaragoza con Barcelona. Las obras corrieron a cargo de la Compañía del Ferrocarril de Barcelona a Zaragoza. Buscando mejorar tanto el enlace de la línea con otros trazados, así como su salud financiera la compañía decidió en 1864 unirse con la empresa que gestionaba la línea férrea que enlazaba Zaragoza con Pamplona, dando lugar a la Compañía de los Ferrocarriles de Zaragoza a Pamplona y a Barcelona. Dicha fusión se mantuvo hasta que en 1878 la poderosa Norte que buscaba extender sus actividades al este de la península logró hacerse con la compañía. Norte mantuvo la gestión de la estación hasta que en 1941 se produjo la nacionalización del ferrocarril en España y todas las compañías existentes pasaron a integrarse en la recién creada RENFE.   
Desde el 31 de diciembre de 2004 Renfe Operadora explota la línea mientras que Adif es la titular de las instalaciones ferroviarias.

## Servicios ferroviarios

### Cercanías
Forma parte de la Línea R4 de Cercanías Barcelona operada por Renfe. La frecuencia media es de un tren cada 30-60 minutos. No todas las relaciones paran en la estación.
| << cabecera                    | < estación            | línea | estación >                    | cabecera >> |
| ------------------------------ | --------------------- | ----- | ----------------------------- | ----------- |
| Rodalies de Catalunya de Renfe |                       |       |                               |             |
| San Vicente de Calders         | Vacarisas-Torreblanca |       | Castellbell y Vilar-Monistrol | Manresa     |